# Melbourne Sports and Aquatics Centre

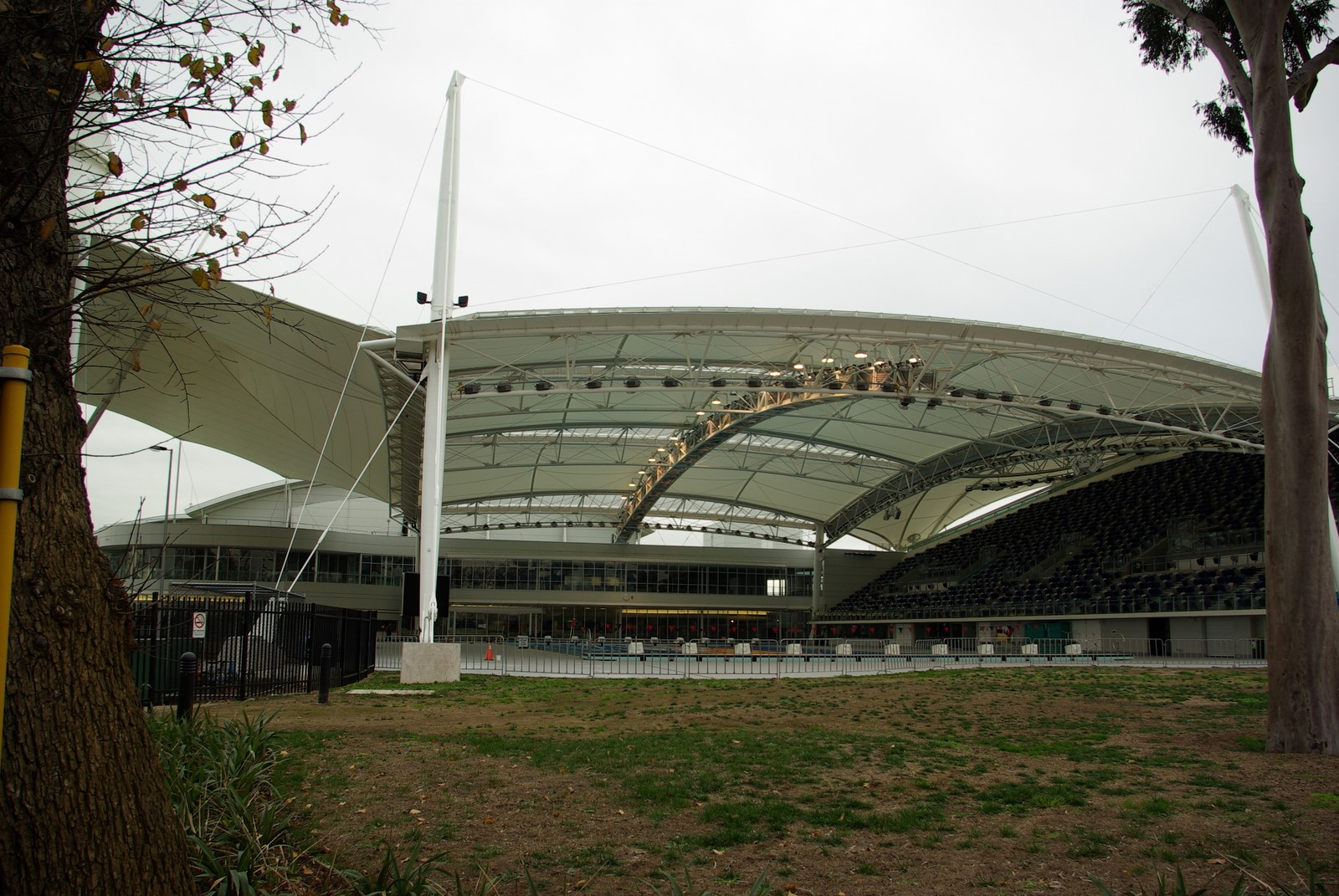
Melbourne Sports and Aquatics Centre em 2007

O Melbourne Sports and Aquatics Centre foi construído em 1997 e serviu como sede dos eventos aquáticos, de tênis de mesa e de squash, nos Jogos da Commonwealth de 2006. Além de abrigar várias piscinas, contém quadras e espaços para eventos como: badminton, basquetebol, voleibol e tênis.